# Бренгова
Бренгова (словен. Brengova) — поселення в общині Церквеняк, Подравський регіон‎, Словенія.